# إيفا جيه بيل
إيفا جيه. بيل (وُلدت في 11 مارس 1948) هي عالمة أحيائية واختصاصية باثولوجيا النبات والعلوم الإدارية. تركز بحث بيل على التأثيرات الفسيولوجية والبيوكيميائية لملوثات الهواء على الغطاء النباتي. كمديرة للعلم في جامعة ولاية بنسلفانيا ، مؤسسة سميثسونيان بدأت الدكتورة بيل عدة مؤسسات ومعاهد علمية. ومنذ ان ترك سميثسونيان، هي تطوير سلسلة من قصص المغامرات لأطفال المدارس الابتدائية مع موضوع إنقاذ الأنواع المهددة بالانقراض.

## النشأة والتعليم
إيفا جوي بيل ولدت في نيويورك.وحصلت على بكالوريوس العلوم في علم الأحياء من كلية مدينة نيويورك في عام 1968 على درجة الدكتوراه في علم النبات من جامعة روتجرز في عام 1972.

## المهنية
إيفا ج. بيل عُينت مساعدة أستاذ أمراض النبات في جامعة ولاية بنسلفانيا في عام 1973. في عام 1991 عينت أستاذة أمراض النبات وفي عام 1995, كان اسمه جون ونانسي Steimer أستاذ العلوم الزراعية.
بيل على الفسيولوجية والبيوكيميائية تأثيرات ملوثات الهواء على الغطاء النباتي، أبحاثها امتدت من الجزيئية إلى بيئية فسيولوجية. عملها فحص العديد من الملوثات – ثاني أكسيد الكبريت والأمطار الحمضية، الأوزون – وهي معروفة بالنسبة لها دراسة آلية الأوزون الناجم عن تسارع ورقة الشيخوخة (الشيخوخة). وهي مؤلفة أو شارك في تأليف أكثر من 100 مطبوعة و 65 الملخصات.
بدأ بحث بيل كمديرة للعلم بدأ 1 تموز / يوليه 1999 عندما عينت نائب رئيس الأبحاث في جامعة ولاية بنسلفانيا، التي عملت فيها حتى كانون الثاني / يناير 2000. في كانون الثاني / يناير 2000 تم تعيين الدكتورة بيل تم تعيينها نائبة الرئيس البحوث وعميد كلية الدراسات العليا في جامعة ولاية بنسلفانيا. في 12 مايو, 2006, أصبحت نائبة قديمة لرئيس للبحوث وعميد كلية الدراسات العليا، واستمرت حتى 31 ديسمبر 2009.
بدورها نائبة الرئيس الأول للبحوث قادت بيل التنمية من تخصصات معاهد الحياة وعلوم المواد والطاقة والبيئة والعلوم الاجتماعية الإلكترونية العلوم والفنون والعلوم الإنسانية. أشرفت على التنمية الكاملة لمعاهد هاك لعلوم الحياة, المواد معهد بحوث العلوم الاجتماعية في معهد البحوث،  بن الدولة معاهد الطاقة والبيئة في معهد CyberScience. ثمرة هذا الجهد شملت إيفا نصرة بناء دولة من بين الفن الألفية العلوم المعقدة، منزل هاك معاهد علوم الحياة ومواد معهد البحوث. كل ستة معاهد ذكرت مباشرة لها. كانت أيضا مسؤولة عن الأبحاث الممولة، الامتثال الجامعة الحيواني مركز البحوث. وبالإضافة إلى ذلك، بيل كان مسؤولا عن ولاية بنسلفانيا البحوث ونقل التكنولوجيا المنظمة الذي يربط ولاية بنسلفانيا الباحثين مع الصناعات من أجل تحفيز التنمية الاقتصادية. بيل كانت الفعالة في التنمية الاقتصادية وخدمت في العديد من مجالس الدولة بما في ذلك بن فرانكلين مركز وسط وشمال بنسلفانيا بن فرانكلين التكنولوجيا هيئة تنمية تكنولوجيا التعاونية وعلوم الحياة الدفيئة في وسط ولاية بنسلفانيا. كانت أيضا رئيسة ولاية بنسلفانيا مؤسسة الlistبحوث والبحوث بارك إدارة شركة
كعميدة ولاية بنسلفانيا كلية الدراسات العليا أشرفت بيل علي القبول في برامج الدراسات العليا والزمالات الجوائز والمناهج و تطوير العديد من البرامج في ولاية بنسلفانيا إلى زيادة عدد الأقليات المتقدمين على برامج الدراسات العليا.
رأت بيل في مكت بحوث ولاية بنسلفانيا ما يقرب ضعف زيادة الإنفاق على الأبحاث من 393 مليون دولار أمريكي إلى مبلغ 765 مليون دولار في عام 2009. وفقا مؤسسة العلوم الوطنية، ولاية بنسلفانيا في المرتبة التاسعة على المستوى الوطني بين جميع الجامعات الحكومية والخاصة في العلوم والهندسة البحث والتطوير النفقات.
يوم 9 سبتمبر2011,الموافق يوم الجمعة وافق أمناء مجلس بنسلفانيا علي تسمية مبني مختبر جديد «مختبر إيفا ج. بيل للبحوث البيولوجية المتقدمة .» 20 ، 000 قدم مربع بناء صُمم لدعم أبحاث المناعة والأمراض المعدية .
عملت يل في ولاية بنسلفانيا لمدة 36 عاما قبل أن تغادر للعمل كوكيلة العلوم في مؤسسة سميثسونيان في يناير. 4, 2010. في دورها في سميثسونيان، أشرفت على عمليات المتحف الوطني للتاريخ الطبيعي ؛ متحف الطيران والفضاء الوطني ؛ حديقة الحيوان الوطنية والحفاظ عليها ومركز البحوث في Front Royal, Va.; على سميثسونيان مرصد الفيزياء الفلكية في كامبريدج، الشامل.; على سميثسونيان مركز بحوث البيئة في Edgewater, Md.; سميثسونيان متحف الحفظ المعهد في سويتلاند, Md.; و سميثسونيان الاستوائية معهد البحوث في بنما.
أثناء عمل بيل في سميثسونيان في معهد حفظ الأحياء الأحياء الحفظ المعهد افتتح مختبر فن علم الوراثة في حديقة الحيوان الوطنية في واشنطن العاصمة أيضا في أكتوبر / تشرين الأول 2012 أعلنت سميثسونيان عن التشكيل البحري لمراصد الشبكة. المشروع سيكون أول شبكة عالمية من الإيكولوجية الساحلية المواقع الميدانية بهدف توحيد القياسات البيولوجية تغيير.
تقاعدت بيل من مؤسسة سميثسونيان في آذار / مارس 2014. في أيلول / سبتمبر عام 2019 أصدرت بيل السلسلة الأولي من روايات المغامرات حول إنقاذ الأنواع المهددة بالانقراض للأطفال من سن 9-12 بعنوان ResQ والطفل انسان الغاب. الكتاب الثاني في هذه السلسلة، ResQ يأخذ على Takhi ومن المقرر أن يطلق سراحه في نيسان / أبريل عام 2020.

## الحياة الشخصية
إيفا ج. بيل متزوجة من أيرا بيل. لديهم بنتين، اريكا بيل '98 ولاية بنسلفانيا، راشيل بيل '00 ولاية بنسلفانيا، وثلاثة أحفاد.